# Mimoides xynias
Mimoides xynias is een vlinder uit de onderfamilie Papilioninae van de familie van de Pages. De wetenschappelijke naam van de soort is, als Papilio xynias, voor het eerst geldig gepubliceerd in 1875 door William Chapman Hewitson. De combinatie in Mimoides werd in 1991 gemaakt door K.S. Brown.

## Ondersoorten
- Mimoides xynias xynias
- Mimoides xynias trapeza (Rothschild & Jordan, 1906)